# دكروة مسطحة الأوراق
دكروة مسطحة الأوراق (الاسم العلمي:Dichroa platyphylla) هي نوع من النباتات تتبع جنس الدكروة من الفصيلة الهدرانجية.